# Polp Paul

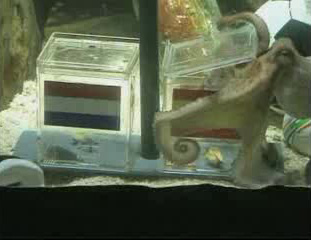
El polp Paul amb les caixes de les banderes dels equips que van jugar la final del mundial de futbol de 2010.

El Polp Paul (Weymouth, 2008 - Oberhausen, 26 d'octubre de 2010) va ser un pop que havia estat utilitzat com a oracle per pronosticar els resultats de la Selecció de futbol d'Alemanya en competicions internacionals, concretament a l'Eurocopa 2008 i a la Copa del Món de Futbol de 2010. Va morir poc després, el 26 d'octubre del mateix any.
Malgrat haver nascut a Weymouth, un poble del sud d'Anglaterra, després va viure a les instal·lacions del Sea Life Centre a Oberhausen, Alemanya. El juliol de 2010, just després del mundial de futbol, el pop Paul tenia ja dos anys i mig. No va poder emigrar a cap de les "desenes d'instal·lacions interessades" de tot Espanya per la seva edat, ja que aquests octòpodes viuen quatre anys de mitjana.
Paul va predir per primer cop el resultat d'un partit de futbol durant el Campionat Europeu de Futbol el 2008. Des d'aleshores, segons els seus propietaris, cinc de cada sis de les seves prediccions eren correctes. Al mundial de futbol de 2010, primer va predir que Alemanya guanyaria el títol en la final vencent a Espanya 1-0 però el dia abans de la final va predir que Alemanya ocuparia el tercer lloc i que Espanya guanyaria als Països Baixos a la final.

## Mètode
Dintre de l'aquari, un home posava dues caixes transparentes idèntiques, amb un musclo (sense closca) a dins i la bandera d'un equip enganxada a una de les parets de la caixa. El pop s'acostava a una d'elles, obria la tapa i es menjava el musclo. L'home interpretava que l'equip la bandera del qual estava enganxada a la caixa del musclo menjat era el que guanyaria un partit que el mateix home hauria anunciat prèviament, on jugaven els dos equips que tenien la caixa amb la bandera a l'aquari.

## Honors i premis
La localitat gallega d'O Carballiño va nomenar el pop Paul fill predilecte de la regió, un "honor" i una "satisfacció" segons Tanja Munzig, la portaveu de l'aquari Sea Life Centre.

## Curiositats
En acabar el mundial de futbol, els seus cuidadors li van posar una còpia de la copa al seu aquari.
En alguns països, com per exemple l'Índia, el pop Paul ha fet que es posi de moda tenir un pop com a animal de companyia, o fins i tot per endevinar el futur.
A Alemanya i Regne Unit de vegades es denomina el pop Paul per algun malnom que fa referència a les seves suposades facultats adivinatories: així en alemany se'l coneix com das Krakenorakel i en anglès com the psychic octopus, expressions que en llengua catalana signifiquen «pop oracle» i «pop psíquic», respectivament.
Pero al final el pop Paul va morir la nit del 26 d'octubre del 2010, encara que es diu que ja estava mort després de pronosticar la victòria d'Espanya contra Alemanya. Aquestes notícies les va donar el diari The Guardian.